# Rallye de Nouvelle-Zélande 1983
Le Rallye de Nouvelle-Zélande 1983 (14th Motorgard Rally of New Zealand), disputé du 25 au 28 juin 1983, est la cent-dix-huitième  manche du championnat du monde des rallyes (WRC) courue depuis 1973, et la septième manche du championnat du monde des rallyes 1983.

## Contexte avant la course

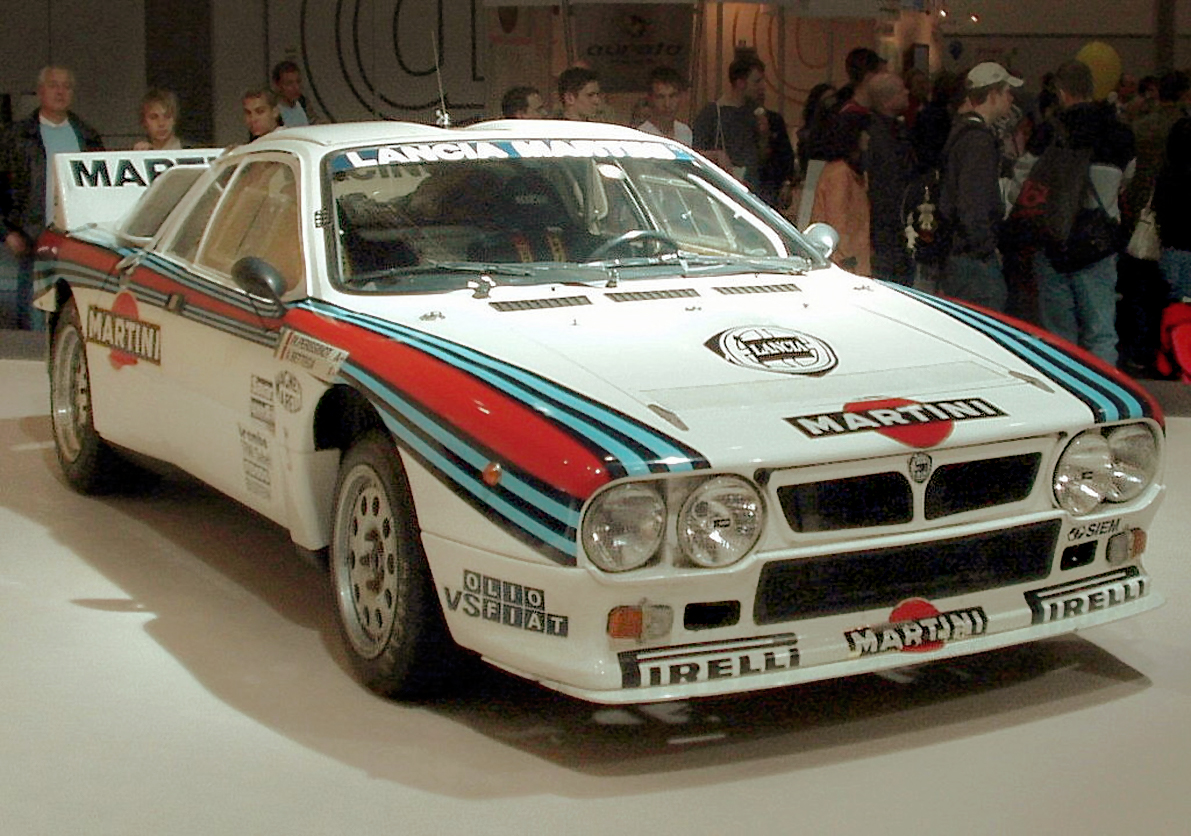
Grâce aux trois victoires remportées par la Rally 037 groupe B, Lancia occupe, à mi-saison, la tête du championnat du monde.

### Le championnat du monde
Ayant succédé en 1973 au championnat international des marques (en vigueur de 1970 à 1972), le championnat du monde des rallyes se dispute sur un maximum de treize manches, comprenant les plus célèbres épreuves routières internationales, telles le Rallye Monte-Carlo, le Safari ou le RAC Rally. Depuis 1979, le championnat des constructeurs a été doublé d'un championnat pilotes, ce dernier remplaçant l'éphémère Coupe des conducteurs, organisée à seulement deux reprises en 1977 et 1978. Le calendrier 1983 intègre douze manches pour l'attribution du titre de champion du monde des pilotes dont dix sélectives pour le championnat des marques (le Rallye de Suède et le Rallye de Côte d'Ivoire en étant exclus). Les épreuves sont réservées aux catégories suivantes :
- Groupe N : voitures de grande production de série, ayant au minimum quatre places, fabriquées à au moins 5000 exemplaires en douze mois consécutifs ; modifications très limitées par rapport au modèle de série (bougies, amortisseurs).
- Groupe A : voitures de tourisme de grande production, fabriquées à au moins 5000 exemplaires en douze mois consécutifs, avec possibilité de modifications des pièces d'origine ; poids minimum fonction de la cylindrée.
- Groupe B : voitures de grand tourisme, fabriquées à au moins 200 exemplaires en douze mois consécutifs, avec possibilité de modifications des pièces d'origine (extension d'homologation portant sur 10% de la production). Les élargisseurs d'aile rapportés sont interdits[2].
- En outre, les anciennes voitures des groupes 2 (tourisme spécial) et 4 (grand tourisme spécial) sont admises à participer aux manches mondiales, mais leurs résultats ne seront pas pris en compte dans le cadre du championnat[3].

Grâce aux victoires remportées par Walter Röhrl et Markku Alén dans des épreuves où les Audi Quattro partaient favorites, la Scuderia Lancia a pris l'avantage sur sa rivale allemande au classement provisoire du championnat des constructeurs. Bien que ne disposant pas de la transmission intégrale, la Rally 037, spécialement conçue pour la course, s'est révélée suffisamment compétitive sur terre pour profiter des nombreux problèmes de fiabilité rencontrés par l'équipe Audi Sport depuis le début de saison. Récent vainqueur du Rallye de l'Acropole, Röhrl, qui s'était également imposé au Rallye Monte-Carlo, compte deux points d'avance sur Hannu Mikkola (qui avait imposé son Audi en Suède et au Portugal) dans la chasse au titre des conducteurs.

### L'épreuve
Créé en 1969, le rallye de Nouvelle-Zélande fut intégré au championnat du monde des rallyes dès 1977. Se déroulant principalement sur terre, cette épreuve australe a pour cadre l'Ile du Nord. Longtemps interdites, les reconnaissances y sont désormais autorisées, certains secteurs devant cependant être parcourus en convoi lors des journées de test. Andrew Cowan (vainqueur en 1972 et 1976) et Hannu Mikkola (vainqueur en 1973 et 1979) sont, avant cette quatorzième édition, les seuls à s'y être imposés à deux reprises.

## Le parcours
- départ : 25 juin 1983 d'Auckland
- arrivée : 28 juin 1983 à Auckland

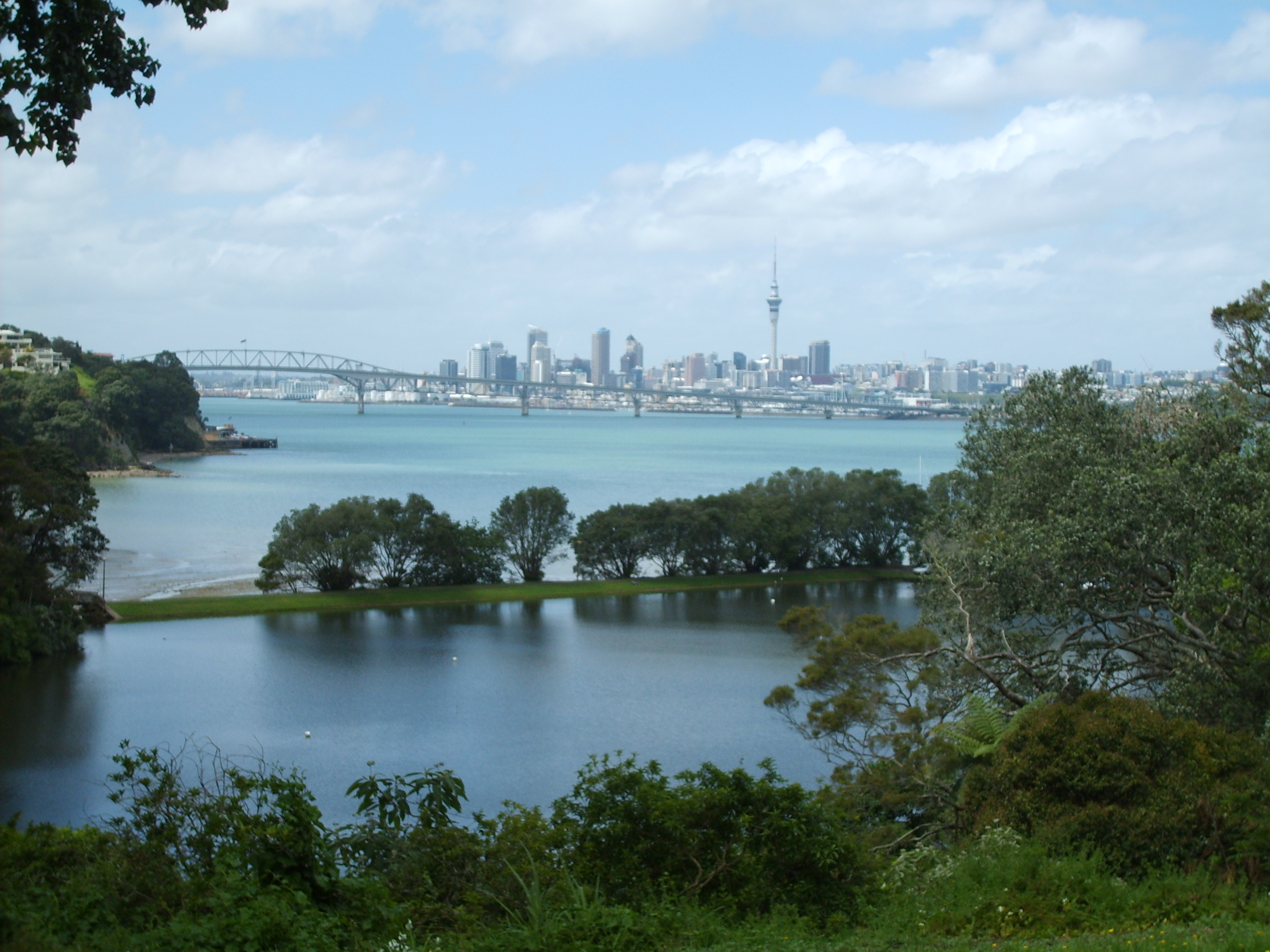
Le départ et l'arrivée du rallye auront lieu à Auckland, principale ville de Nouvelle-Zélande.

- distance : 2628,7 km, dont 1071,09 km sur 33 épreuves spéciales
- surface : terre et asphalte
- Parcours divisé en trois étapes[5]

### Première étape
- Auckland - Rotorua, le 25 juin
- distance : 553,3 km, dont 151,08 km sur 8 épreuves spéciales

### Deuxième étape
- Rotorua - Gisborne - Rotorua, du 26 au 27 juin
- distance : 1137,3 km, dont 500,8 km sur 12 épreuves spéciales

### Troisième étape
- Rotorua - Taumarunui - Auckland, du 27 au 28 juin
- distance : 938,1 km, dont 419,21 km sur 13 épreuves spéciales

## Les forces en présence
- Audi

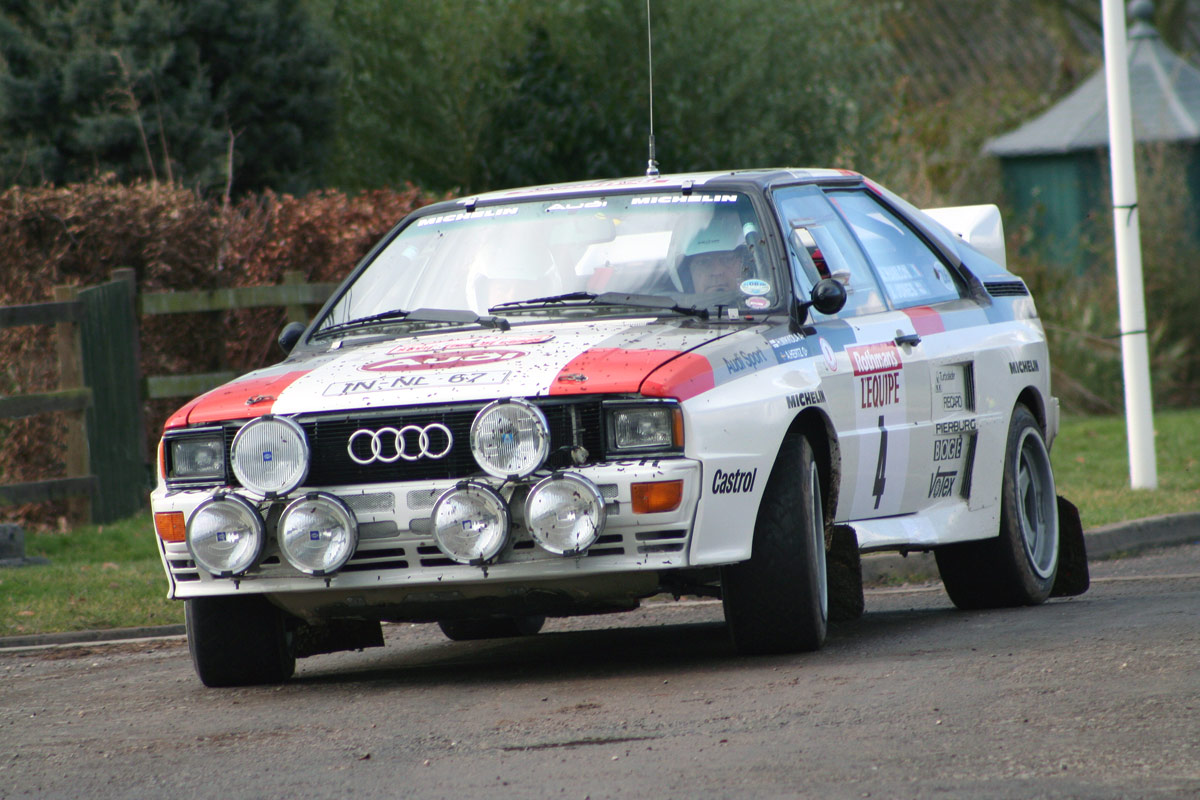
Trois Audi Quattro A2 groupe B seront au départ.

Audi Sport avait initialement engagé deux Quattro A2 groupe B pour Hannu Mikkola et Michèle Mouton. Cependant, la déroute des voitures allemandes au dernier Rallye de l'Acropole a incité Roland Gumpert, le directeur sportif de la marque, à inscrire une troisième voiture pour Stig Blomqvist afin de maximiser les chances de victoire en Nouvelle-Zélande. La demande, ayant été effectuée après la date de clôture des inscriptions, fut d'abord rejetée par les organisateurs ; Audi ayant fait appel de cette décision auprès de la Fédération sportive locale, Blomqvist sera finalement admis au départ, sous réserve.
Dotés d'une transmission intégrale, les coupés Quattro sont équipés d'un moteur cinq cylindres vingt soupapes de 2109 cm3 à injection Bosch et suralimenté par un turbocompresseur KKK. Leur puissance est de l'ordre de 350 chevaux à 7000 tr/min. Pesant environ 1150 kg en configuration terre, ils sont chaussés de pneus Michelin.
- Lancia

La Scuderia Lancia aligne deux Rally 037 groupe B pour Walter Röhrl et Attilio Bettega. Elles pèsent 970 kg et sont équipées d'un moteur de quatre cylindres de 1995 cm3 placé en position centrale arrière. Avec une injection mécanique Bosch Kügelfischer et un compresseur volumétrique Abarth, il développe 310 chevaux à 8000 tr/min. Les Lancia utilisent des pneus Pirelli.
- Nissan

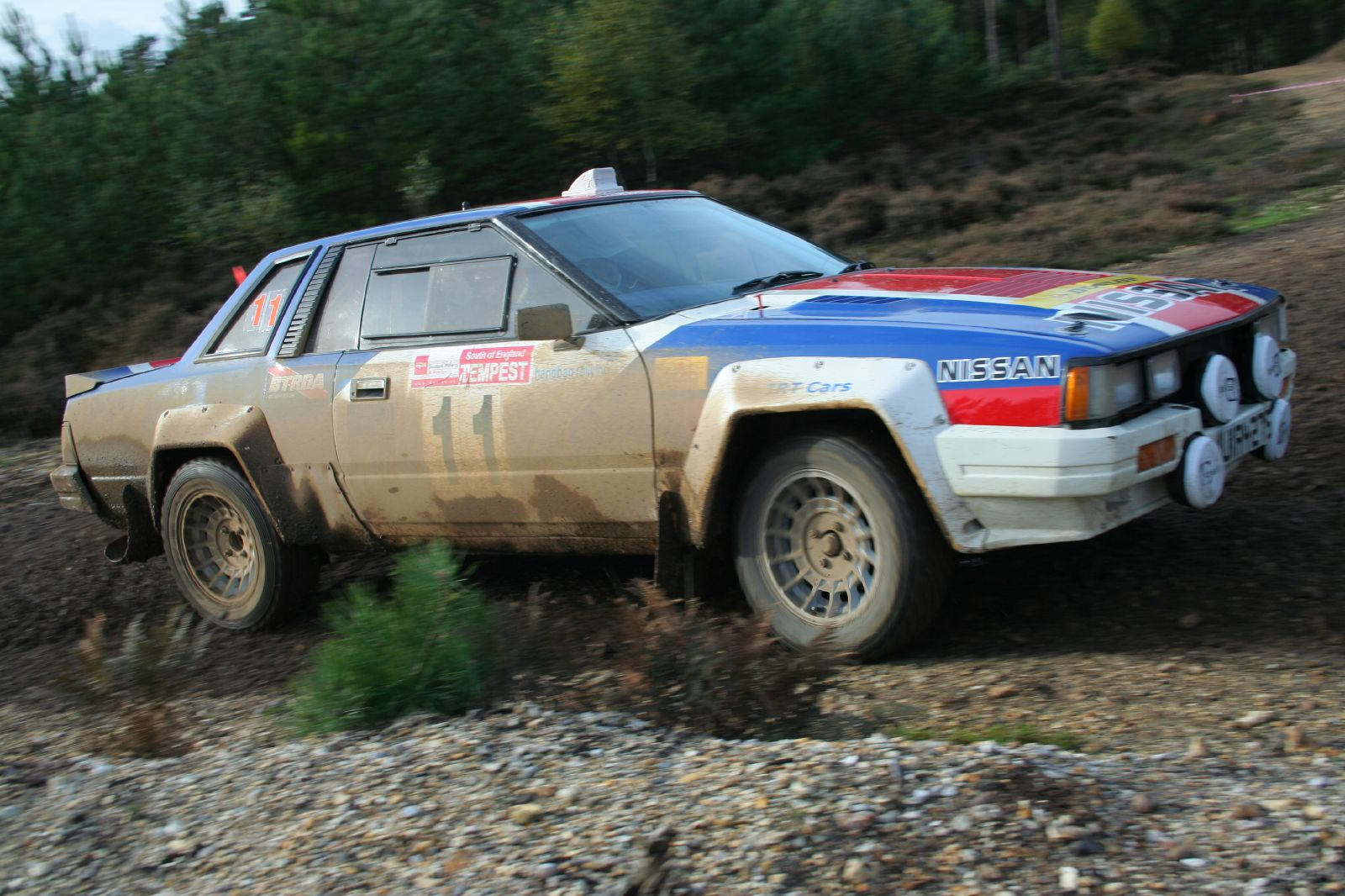
Une Nissan 240 RS groupe B.

Nissan Europe a préparé trois 240RS groupe B pour Timo Salonen, Shekhar Mehta et Reg Cook. La voiture de Salonen est une conduite à gauche, les deux autres ayant le volant à droite. Ces coupés de 1050 kg sont dotés d'un moteur quatre cylindres de 2340 cm3 alimenté par deux carburateurs double corps Solex, développant 250 chevaux. Ils utilisent des pneus Dunlop de fabrication japonaise. L'importateur local aligne une berline Bluebird Turbo groupe 2 pour Jim Donald, ancien vainqueur de l'épreuve.
- Ford

Les pilotes locaux Neil Allport, Malcolm Stewart et Brian Stokes disposent d'Escort RS1800 groupe 4. Ces voitures d'environ 250 chevaux sont favorites dans leur catégorie.

## Déroulement de la course

### Première étape
Les équipages s'élancent d'Auckland le samedi, en fin de matinée. Hannu Mikkola perd d'emblée toute chance de victoire, son Audi tombant en panne dès la première épreuve spéciale : la mauvaise fixation de la poulie de pompe à eau a entraîné un déréglage de la courroie crantée et le pilote finlandais concède plus de vingt minutes au classement général. Walter Röhrl place sa Lancia en tête, devant les Audi de Stig Blomqvist et de Michèle Mouton. Röhrl et Blomqvist se livrent à un chassé-croisé jusqu'au secteur de Horohoro, à l'issue duquel Michèle Mouton prend la tête au volant de son Audi. La Française rallie Rotorua avec treize secondes d'avance sur son coéquipier Blomqvist et dix-neuf sur Röhrl. Quatrième sur sa Nissan, Timo Salonen a pris le dessus sur la Lancia d'Attilio Bettega, mais compte déjà trois minutes de retard sur les premiers, ayant connu des problèmes de boîte de vitesses en début d'étape. Bien que très gêné par les voitures plus lentes le précédant sur la route, Mikkola est remonté de la dernière à la vingt-sixième place, à vingt-deux minutes de sa coéquipière.

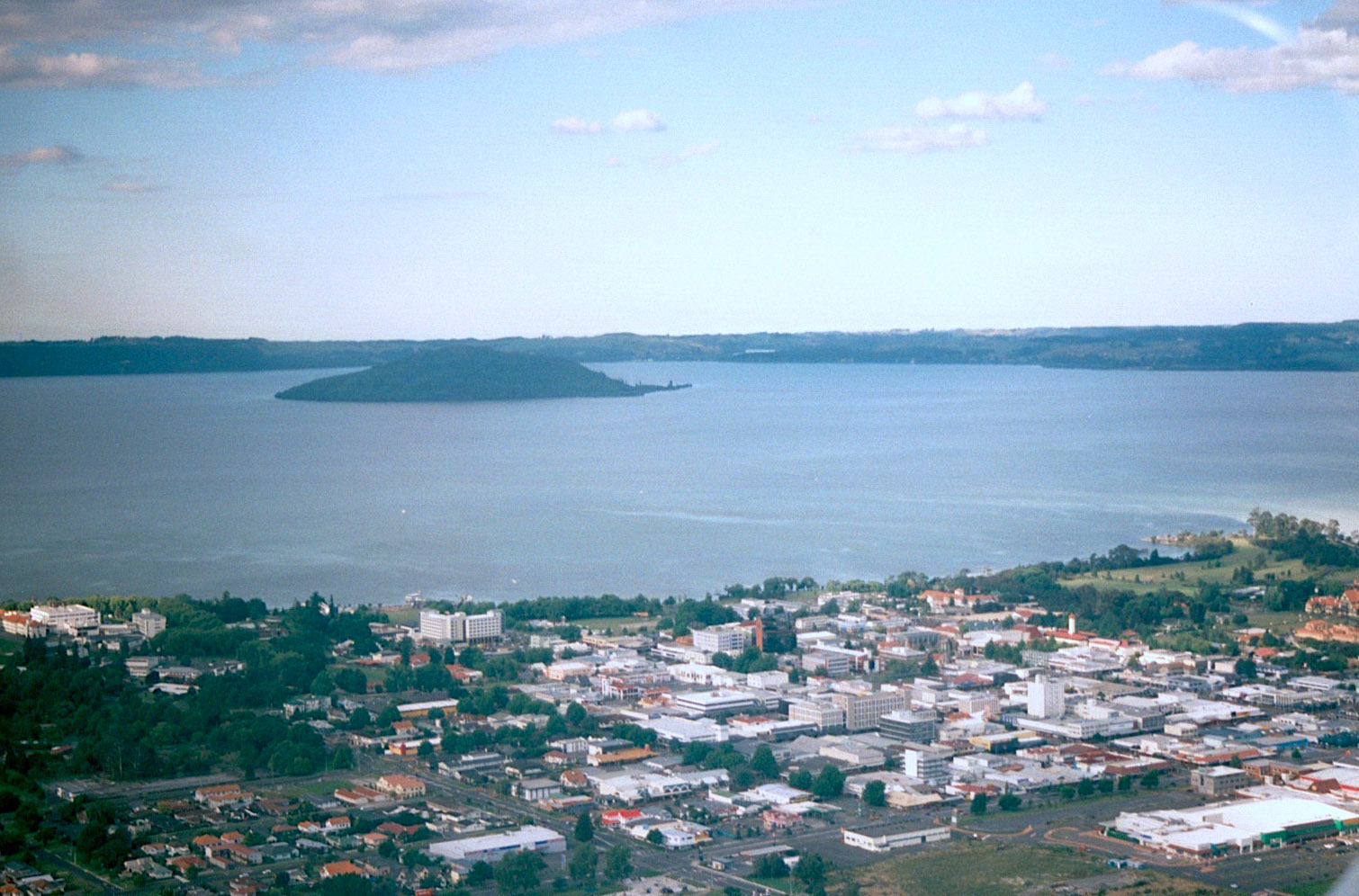
Rotorua, terme de la première étape.

| Pos. | Pilote          | Copilote              | Voiture                 | Groupe | Temps           | Écart         |
| ---- | --------------- | --------------------- | ----------------------- | ------ | --------------- | ------------- |
| 1    | Michèle Mouton  | Fabrizia Pons         | Audi Quattro A2         | B      | 1 h 23 min 47 s |               |
| 2    | Stig Blomqvist  | Björn Cederberg       | Audi Quattro A2         | B      | 1 h 24 min 00 s | + 13 s        |
| 3    | Walter Röhrl    | Christian Geistdörfer | Lancia Rally 037        | B      | 1 h 24 min 06 s | + 19 s        |
| 4    | Timo Salonen    | Seppo Harjanne        | Nissan 240RS            | B      | 1 h 27 min 03 s | + 3 min 16 s  |
| 5    | Attilio Bettega | Maurizio Perissinot   | Lancia Rally 037        | B      | 1 h 28 min 10 s | + 4 min 23 s  |
| 6    | Shekhar Mehta   | Yvonne Mehta          | Nissan 240RS            | B      | 1 h 30 min 54 s | + 7 min 07 s  |
| 7    | Reg Cook        | Wayne Jones           | Nissan 240RS            | B      | 1 h 33 min 13 s | + 9 min 26 s  |
| 8    | Jim Donald      | Chris Porter          | Nissan Bluebird Turbo   | 2      | 1 h 33 min 24 s | + 9 min 37 s  |
| 9    | Tony Teesdale   | Gary Smith            | Nissan Violet GTS       | B      | 1 h 33 min 37 s | + 9 min 50 s  |
| 10   | Neil Allport    | John Cowan            | Ford Escort RS1800      | 4      | 1 h 34 min 11 s | + 10 min 24 s |
| 11   | Malcolm Stewart | Doug Parkhill         | Ford Escort RS1800      | 4      | 1 h 35 min 59 s | + 12 min 12 s |
| 12   | Paul Adams      | Jim Scott             | Toyota Starlet          | 2      | 1 h 37 min 13 s | + 13 min 26 s |
| 13   | Shane Quinn     | Robert Orr            | Ford Escort RS1800      | 2      | 1 h 39 min 02 s | + 15 min 15 s |
| 14   | Morrie Chandler | Don Campbell          | Mitsubishi Lancer Turbo | 4      | 1 h 39 min 33 s | + 15 min 46 s |
| 15   | Ray Wilson      | Ron Britain           | Toyota Starlet          | 2      | 1 h 40 min 01 s | + 16 min 14 s |
| 26   | Hannu Mikkola   | Arne Hertz            | Audi Quattro A2         | B      | 1 h 45 min 53 s | + 22 min 06 s |

### Deuxième étape
Ayant été exceptionnellement admis au départ de la première étape malgré une inscription effectuée après la date limite des engagements, Blomqvist se voit refuser le départ le dimanche matin, exclu de la course par les commissaires sportifs après une réclamation déposée par le responsable de la Scuderia Lancia, Ninni Russo. Michèle Mouton reste seule à défendre les chances de victoire d'Audi. Toujours aux avant-postes, elle augmente rapidement son avance sur Röhrl, qui se trouve bientôt relégué à plus de deux minutes, alors que Mikkola fait le forcing et remonte très vite au classement. Röhrl va profiter des portions bitumées de la vallée de Waimata pour réduire son retard sur l'Audi de tête, mais Mouton se montre ensuite la plus rapide dans six des sept secteurs suivants, achevant la boucle autour de Rotorua avec près de cinq minutes d'avance sur son adversaire. Toujours à l'attaque, Mikkola est remonté en quatrième position, derrière Salonen, quand son système d'injection le trahit, le contraignant à l'abandon à la fin de la nuit, dans les derniers kilomètres.

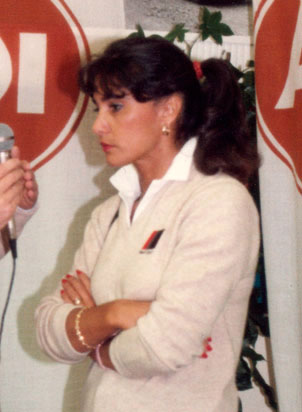
Michèle Mouton domine totalement la course et possède une confortable avance sur ses adversaires à l'issue de la deuxième étape.

| Pos. | Pilote          | Copilote              | Voiture                 | Groupe | Temps           | Écart             |
| ---- | --------------- | --------------------- | ----------------------- | ------ | --------------- | ----------------- |
| 1    | Michèle Mouton  | Fabrizia Pons         | Audi Quattro A2         | B      | 7 h 21 min 34 s |                   |
| 2    | Walter Röhrl    | Christian Geistdörfer | Lancia Rally 037        | B      | 7 h 26 min 25 s | + 4 min 51 s      |
| 3    | Timo Salonen    | Seppo Harjanne        | Nissan 240RS            | B      | 7 h 34 min 01 s | + 12 min 27 s     |
| 4    | Attilio Bettega | Maurizio Perissinot   | Lancia Rally 037        | B      | 7 h 47 min 52 s | + 26 min 18 s     |
| 5    | Shekhar Mehta   | Yvonne Mehta          | Nissan 240RS            | B      | 7 h 53 min 29 s | + 31 min 55 s     |
| 6    | Reg Cook        | Wayne Jones           | Nissan 240RS            | B      | 8 h 02 min 47 s | + 41 min 13 s     |
| 7    | Jim Donald      | Chris Porter          | Nissan Bluebird Turbo   | 2      | 8 h 04 min 30 s | + 42 min 56 s     |
| 8    | Malcolm Stewart | Doug Parkhill         | Ford Escort RS1800      | 4      | 8 h 11 min 02 s | + 49 min 28 s     |
| 9    | Shane Quinn     | Robert Orr            | Ford Escort RS1800      | 2      | 8 h 22 min 36 s | + 1 h 01 min 02 s |
| 10   | Paul Adams      | Jim Scott             | Toyota Starlet          | 2      | 8 h 26 min 01 s | + 1 h 04 min 27 s |
| 11   | Morrie Chandler | Don Campbell          | Mitsubishi Lancer Turbo | 4      | 8 h 28 min 11 s | + 1 h 06 min 37 s |
| 12   | Kevin Smith     | Nick Tulitt           | Toyota Corolla GT       | 2      | 8 h 33 min 18 s | + 1 h 11 min 44 s |
| 13   | Brian Stokes    | Robin Kerr            | Ford Escort RS1800      | 4      | 8 h 36 min 48 s | + 1 h 15 min 14 s |
| 14   | Ray Wilson      | Ron Britain           | Toyota Starlet          | 2      | 8 h 40 min 28 s | + 1 h 18 min 54 s |
| 15   | Possum Bourne   | Ken Fricker           | Subaru Leone RX         | A      | 8 h 43 min 09 s | + 1 h 21 min 35 s |

### Troisième étape
Les concurrents restant en course repartent de Rotorua le lundi soir, en direction d'Auckland. Le beau temps a fait place à la pluie et au froid. Les écarts étant relativement importants, chacun se contente de préserver sa position et le haut du classement reste inchangé jusqu'à Piopio, où la malchance s'abat une nouvelle fois sur l'équipe Audi, une bielle coulée mettant un terme à la chevauchée de Michèle Mouton, qui avait pratiquement course gagnée. Röhrl se retrouve en tête avec près d'un quart d'heure d'avance sur Salonen. Le pilote allemand rallie tranquillement Auckland et remporte sa troisième victoire de la saison et conforte sa première place au championnat du monde des pilotes, tandis que Lancia, qui place ses deux voitures à l'arrivée (Bettega terminant troisième devant la Nissan de Shekhar Mehta), prend une sérieuse option sur le titre des constructeurs. Cinquième sur sa Nissan Bluebird, Jim Donald termine premier des pilotes locaux et remporte la victoire en groupe 2. Trente-trois équipages ont terminé l'épreuve.

### Classements intermédiaires
Classements intermédiaires des pilotes après chaque épreuve spéciale

### Classement général
| Pos | No | Pilote          | Copilote              | Voiture                 | Temps            | Écart             | Groupe |
| --- | -- | --------------- | --------------------- | ----------------------- | ---------------- | ----------------- | ------ |
| 1   | 1  | Walter Röhrl    | Christian Geistdörfer | Lancia Rally 037        | 12 h 10 min 13 s |                   | B      |
| 2   | 3  | Timo Salonen    | Seppo Harjanne        | Nissan 240RS            | 12 h 26 min 11 s | + 15 min 58 s     | B      |
| 3   | 7  | Attilio Bettega | Maurizio Perissinot   | Lancia Rally 037        | 12 h 41 min 42 s | + 31 min 29 s     | B      |
| 4   | 6  | Shekhar Mehta   | Yvonne Mehta          | Nissan 240RS            | 13 h 10 min 35 s | + 1 h 00 min 22 s | B      |
| 5   | 16 | Jim Donald      | Chris Porter          | Nissan Bluebird Turbo   | 13 h 20 min 50 s | + 1 h 10 min 37 s | 2      |
| 6   | 12 | Malcolm Stewart | Doug Parkhill         | Ford Escort RS1800      | 13 h 30 min 58 s | + 1 h 20 min 45 s | 4      |
| 7   | 10 | Reg Cook        | Wayne Jones           | Nissan 240RS            | 13 h 35 min 15 s | + 1 h 25 min 02 s | B      |
| 8   | 25 | Paul Adams      | Jim Scott             | Toyota Starlet          | 13 h 52 min 55 s | + 1 h 42 min 42 s | 2      |
| 9   | 14 | Morrie Chandler | Don Campbell          | Mitsubishi Lancer Turbo | 14 h 05 min 45 s | + 1 h 55 min 32 s | 4      |
| 10  | 37 | Kevin Smith     | Nick Tulitt           | Toyota Corolla GT       | 14 h 13 min 35 s | + 2 h 03 min 22 s | 2      |

### Équipages de tête
- ES1 :  Walter Röhrl -  Christian Geistdörfer (Lancia Rally 037)
- ES2 :  Stig Blomqvist -  Björn Cederberg (Audi Quattro A2)
- ES3 :  Walter Röhrl -  Christian Geistdörfer (Lancia Rally 037)
- ES4 :  Stig Blomqvist -  Björn Cederberg (Audi Quattro A2)
- ES5 à ES6 :  Walter Röhrl -  Christian Geistdörfer (Lancia Rally 037)
- ES7 à ES27 :  Michèle Mouton -  Fabrizia Pons (Audi Quattro A2)
- ES28 à ES33 :  Walter Röhrl -  Christian Geistdörfer (Lancia Rally 037)

### Vainqueurs d'épreuves spéciales
- Walter Röhrl -  Christian Geistdörfer (Lancia Rally 037) : 16 spéciales (ES 1, 3, 5, 13, 16, 21, 23 à 30, 32, 33)
- Michèle Mouton -  Fabrizia Pons (Audi Quattro A2) : 12 spéciales (ES 6 à 9, 11, 14, 15, 17 à 20, 22)
- Stig Blomqvist -  Björn Cederberg (Audi Quattro A2) : 2 spéciales (ES 2, 4)
- Hannu Mikkola -  Arne Hertz (Audi Quattro A2) : 2 spéciales (ES 10, 12)
- Timo Salonen -  Seppo Harjanne (Nissan 240RS) : 1 spéciale (ES 31)

## Résultats des principaux engagés
| No | Pilote          | Copilote              | Voiture                 | Groupe | Classement général                     | Class. groupe |
| -- | --------------- | --------------------- | ----------------------- | ------ | -------------------------------------- | ------------- |
| 1  | Walter Röhrl    | Christian Geistdörfer | Lancia Rally 037        | B      | 1er                                    | 1er           |
| 2  | Hannu Mikkola   | Arne Hertz            | Audi Quattro A2         | B      | ab. dans la 20e spéciale (injection)   | -             |
| 3  | Timo Salonen    | Seppo Harjanne        | Nissan 240RS            | B      | 2e à 15 min 58 s                       | 2e            |
| 4  | Stig Blomqvist  | Björn Cederberg       | Audi Quattro A2         | B      | exclu au départ de la 2e étape         | -             |
| 5  | Michèle Mouton  | Fabrizia Pons         | Audi Quattro A2         | B      | ab. dans la 28e spéciale (moteur)      | -             |
| 6  | Shekhar Mehta   | Yvonne Mehta          | Nissan 240RS            | B      | 4e à 1 h 00 min 22 s                   | 4e            |
| 7  | Attilio Bettega | Maurizio Perissinot   | Lancia Rally 037        | B      | 3e à 31 min 29 s                       | 3e            |
| 8  | Tony Teesdale   | Gary Smith            | Nissan Violet GTS       | B      | ab. dans la 12e spéciale (moteur)      | -             |
| 10 | Reg Cook        | Wayne Jones           | Nissan 240RS            | B      | 7e à 1 h 25 min 02 s                   | 5e            |
| 11 | Neil Allport    | John Cowan            | Ford Escort RS1800      | 4      | ab. dans la 13e spéciale (accident)    | -             |
| 12 | Malcolm Stewart | Doug Parkhill         | Ford Escort RS1800      | 4      | 6e à 1 h 20 min 45 s                   | 1er           |
| 14 | Morrie Chandler | Don Campbell          | Mitsubishi Lancer Turbo | 4      | 9e à 1 h 55 min 32 s                   | 2e            |
| 16 | Jim Donald      | Chris Porter          | Nissan Bluebird Turbo   | 2      | 5e à 1 h 10 min 37 s                   | 1er           |
| 17 | Possum Bourne   | Ken Fricker           | Subaru Leone RX         | A      | 14e à 2 h 30 min 18 s                  | 1er           |
| 25 | Paul Adams      | Jim Scott             | Toyota Starlet          | 2      | 8e à 1 h 42 min 42 s                   | 2e            |
| 26 | Shane Quinn     | Robert Orr            | Ford Escort RS1800      | 2      | ab. dans la 3e étape (sortie de route) | -             |
| 32 | Brian Stokes    | Robin Kerr            | Ford Escort RS1800      | 4      | 11e à 2 h 07 min 17 s                  | 3e            |
| 36 | Ray Wilson      | Ron Britain           | Toyota Starlet          | 2      | 12e à 2 h 12 min 20 s                  | 4e            |
| 37 | Kevin Smith     | Nick Tulitt           | Toyota Corolla GT       | 2      | 10e à 2 h 03 min 22 s                  | 3e            |

## Classements des championnats à l'issue de la course

### Constructeurs
- Attribution des points : 10, 9, 8, 7, 6, 5, 4, 3, 2, 1 respectivement aux dix premières marques de chaque épreuve, additionnés de 8, 7, 6, 5, 4, 3, 2, 1 respectivement aux huit premières de chaque groupe (seule la voiture la mieux classée de chaque constructeur marque des points). Les points de groupe ne sont attribués qu'aux concurrents ayant terminé dans les dix premiers au classement général. Autorisées à participer, les voitures des groupes 2 et 4 ne sont pas éligibles aux points. Respectivement treizième et seizième du Rallye du Portugal, Citroën et Opel sont considérés neuvième et dixième de cette épreuve dans le cadre du championnat, car précédés par des voitures des groupes 2 ou 4, et marquent donc des points. De même au Safari, où Peugeot et Toyota, respectivement huitième et vingt-et-unième, sont considérés cinquième et huitième, et en Nouvelle-Zélande pour Subaru, British Leyland, Mazda et Mitsubishi, considérés sixième, septième, huitième et neuvième.

- Seuls les sept meilleurs résultats (sur dix épreuves) sont retenus pour le décompte final des points.

| Pos. | Marque          | Points | M-C  | POR  | SAF  | COR  | ACR  | NZ   | ARG | FIN | SAN | RAC |
| ---- | --------------- | ------ | ---- | ---- | ---- | ---- | ---- | ---- | --- | --- | --- | --- |
| 1    | Lancia          | 86     | 10+8 | 8+6  | -    | 10+8 | 10+8 | 10+8 |     |     |     |     |
| 2    | Audi            | 62     | 8+6  | 10+8 | 9+7  | -    | 8+6  | -    |     |     |     |     |
| 3    | Opel            | 61     | 6+4  | 1+8  | 10+8 | 4+8  | 7+5  | -    |     |     |     |     |
| 4    | Nissan          | 48     | -    | 3+1  | 7+5  | 5+3  | 5+3  | 9+7  |     |     |     |     |
| 5    | Renault         | 16     | 4+2  | -    | -    | 6+4  | -    | -    |     |     |     |     |
| 6    | Subaru          | 13     | -    | -    | -    | -    | -    | 5+8  |     |     |     |     |
| 7    | British Leyland | 11     | -    | -    | -    | -    | -    | 4+7  |     |     |     |     |
| 8    | Peugeot         | 10     | -    | -    | 6+4  | -    | -    | -    |     |     |     |     |
| 8=   | Toyota          | 10     | -    | -    | 3+7  | -    | -    | -    |     |     |     |     |
| 10   | Citroën         | 9      | -    | 2+0  | -    | 3+2  | 2+0  | -    |     |     |     |     |
| 10=  | Mazda           | 9      | -    | -    | -    | -    | -    | 3+6  |     |     |     |     |
| 12   | Talbot          | 8      | -    | 5+3  | -    | -    | -    | -    |     |     |     |     |
| 13   | Mitsubishi      | 7      | -    | -    | -    | -    | -    | 2+5  |     |     |     |     |

### Pilotes
- Attribution des points : 20, 15, 12, 10, 8, 6, 4, 3, 2, 1 respectivement aux dix premiers de chaque épreuve.
- Seuls les sept meilleurs résultats (sur douze épreuves) sont retenus pour le décompte final des points. Autorisés à participer, les pilotes courant sur des voitures des groupes 2 et 4 ne sont pas éligibles aux points.

| Pos. | Pilote             | Marque     | Points | M-C | SUE | POR | SAF | COR | ACR | NZ | ARG | FIN | SAN | CIV | RAC |
| ---- | ------------------ | ---------- | ------ | --- | --- | --- | --- | --- | --- | -- | --- | --- | --- | --- | --- |
| 1    | Walter Röhrl       | Lancia     | 87     | 20  | -   | 12  | -   | 15  | 20  | 20 |     |     |     |     |     |
| 2    | Hannu Mikkola      | Audi       | 65     | 10  | 20  | 20  | 15  | -   | -   | -  |     |     |     |     |     |
| 3    | Markku Alén        | Lancia     | 60     | 15  | -   | 10  | -   | 20  | 15  | -  |     |     |     |     |     |
| 4    | Ari Vatanen        | Opel       | 44     | 8   | 6   | -   | 20  | -   | 10  | -  |     |     |     |     |     |
| 5    | Stig Blomqvist     | Audi       | 39     | 12  | 15  | -   | -   | -   | 12  | -  |     |     |     |     |     |
| 6    | Michèle Mouton     | Audi       | 37     | -   | 10  | 15  | 12  | -   | -   | -  |     |     |     |     |     |
| 7    | Attilio Bettega    | Lancia     | 30     | -   | -   | -   | -   | 10  | 8   | 12 |     |     |     |     |     |
| 8    | Adartico Vudafieri | Lancia     | 20     | -   | -   | 8   | -   | 12  | -   | -  |     |     |     |     |     |
| 9    | Shekhar Mehta      | Nissan     | 16     | -   | -   | -   | -   | -   | 6   | 10 |     |     |     |     |     |
| 10   | Timo Salonen       | Nissan     | 15     | -   | -   | -   | -   | -   | -   | 15 |     |     |     |     |     |
| 11   | Lasse Lampi        | Audi       | 12     | -   | 12  | -   | -   | -   | -   | -  |     |     |     |     |     |
| 12   | Jayant Shah        | Nissan     | 10     | -   | -   | -   | 10  | -   | -   | -  |     |     |     |     |     |
| 13   | Bruno Saby         | Renault    | 9      | 1   | -   | -   | -   | 8   | -   | -  |     |     |     |     |     |
| 14   | Kalle Grundel      | Volkswagen | 8      | -   | 8   | -   | -   | -   | -   | -  |     |     |     |     |     |
| 14=  | Johnny Hellier     | Peugeot    | 8      | -   | -   | -   | 8   | -   | -   | -  |     |     |     |     |     |
| 14=  | Reg Cook           | Nissan     | 8      | -   | -   | -   | -   | -   | -   | 8  |     |     |     |     |     |
| 14=  | Franz Wittmann     | Audi       | 8      | -   | -   | 4   | -   | -   | 4   | -  |     |     |     |     |     |
| 18   | Henri Toivonen     | Opel       | 6      | 6   | -   | -   | -   | -   | -   | -  |     |     |     |     |     |
| 18=  | Antonio Zanini     | Talbot     | 6      | -   | -   | 6   | -   | -   | -   | -  |     |     |     |     |     |
| 18=  | Wolfgang Stiller   | Nissan     | 6      | -   | -   | -   | 6   | -   | -   | -  |     |     |     |     |     |
| 18=  | Tony Pond          | Nissan     | 6      | -   | -   | -   | -   | 6   | -   | -  |     |     |     |     |     |
| 18=  | Paul Adams         | Toyota     | 6      | -   | -   | -   | -   | -   | -   | 6  |     |     |     |     |     |